# 루위화
루위화(중국어: 卢钰桦, 병음: Lu Yuhua, 한자음: 노옥화, 1997년 10월 16일 ~ )는 중화민국의 바둑 기사이다. 가오슝시 출신으로 대만기원 소속의 3단이다. 타이완 옥덕배 여자명인전에서 2회 우승했다.

## 경력
중화민국 가오슝시에서 태어났다. 6세에 바둑을 배우기 시작했다. 초등학교 3년 때 아마추어 강자 천셴후이에게 사사를 받았고, 그 후 대만기원 남부원에서 친스와 린슈핑, 류야오원 등에게 바둑을 배웠다. 2010년과 2011년에 전국여자바둑대회에서 준우승을 했고, 2012년 월드마인드 스포츠게임즈에서 여자단체전 준우승, 남녀 페어전 3위를 차지했다. 2013년 전국운동회에서 여자 단체전 3위와 남녀 페어전 3위를 기록했다. 2018년 구화산 지장배 전국 바둑 공개전 6단조에서 우승했고, 중산배 전국바둑선수권 6·7단조에서 우승했다.
2019년 프로바둑에 입단했고, 같은 해 구화산 디창옌프로바둑대회 여자 육영전에서 준우승를 했고, 대삼배 여자 명인전에서 우승하여 3단으로 승단했다. 국립 가오슝 대학 금융관리학과 입학했다. 2020년 여자바둑최강전에서 준우승을 하고 2021년 여자바둑 최강전에서 우승을 차지했다, 이후 대삼배 여자 명인전에서 우승했다. 오청원배 세계여자바둑대회에 출전하여 1회전에서 우에노 아사미에게 반집 차이로 패배했다. 같은해 9월, 쑤성팡을 꺾고 대만건교배에서 우승했다.